# Pombas (Paul)
Pombas es una ciudad caboverdiana del municipio de Paul.

## Geografía
La ciudad está situada en la isla de Santo Antão. y es la capital del municipio de Paul.
Está situada en una estrecha planicie costera, llamada Faja das Pombas, en la desembocadura del río Paul, junto al cruce de la carretera costera del este, que une Porto Novo con Ponta do Sol, la de mayor tráfico de la isla.
Tiene un pequeño centro urbano con algunos edificios de tipo colonial, y un monumento a San Antonio, situado sobre un risco elevado junto al mar, al que se accede por un sendero empinado.	

## Organización territorial
La ciudad abarca los lugares y barrios de:
- Cavouco de Vicente
- Chã de Margarida
- Coice das Pombas
- Faja das Pombas
- Furnalha
- Largo de Igreja
- Passo
- Paúl de Baixo
- Pombas
- Vicente

## Demografía
Gráfica demográfica de la ciudad de Pombas:
| Gráfica de evolución demográfica de Pombas entre 1990 y 2021 |
|                                                              |